# Burari
Burari é uma vila no distrito de North, no estado indiano de Deli.

## Demografia
Segundo o censo de 2001, Burari tinha uma população de 69 182 habitantes. Os indivíduos do sexo masculino constituem 55% da população e os do sexo feminino 45%. Burari tem uma taxa de literacia de 68%, superior à média nacional de 59,5%; a literacia no sexo masculino é de 75% e no sexo feminino é de 60%. 17% da população está abaixo dos 6 anos de idade.